# Apostenus annulipedes
Espèce
Synonymes
- Apostenus annulipes Wunderlich, 1987 nec Caporiacco, 1935

Apostenus annulipedes est une espèce d'araignées aranéomorphes de la famille des Liocranidae.

## Distribution
Cette espèce est endémique de Tenerife aux îles Canaries en Espagne,.

## Description
La femelle holotype mesure 2,5 mm.

## Publications originales
- Wunderlich, 1987 : Apostenus annulipedes n. nom. von Teneriffa (Arachnida: Araneae: Liocranidae). Entomologische Zeitschrift, vol. 97, p. 363.
- Wunderlich, 1987 : Die Spinnen der Kanarischen Inseln und Madeiras: Adaptive Radiation, Biogeographie, Revisionen und Neubeschreibungen. Triops Verlag, Langen, p. 1-435.